# 斯特勒姆岛
斯特勒姆岛，是法罗群岛中面积最大及人口最多的岛屿。法罗群岛首府托尔斯港位于该岛的东南海岸。斯特勒姆岛区是一个包括此岛及海斯特岛、科尔特岛和诺尔岛在内的地区。

## 地理

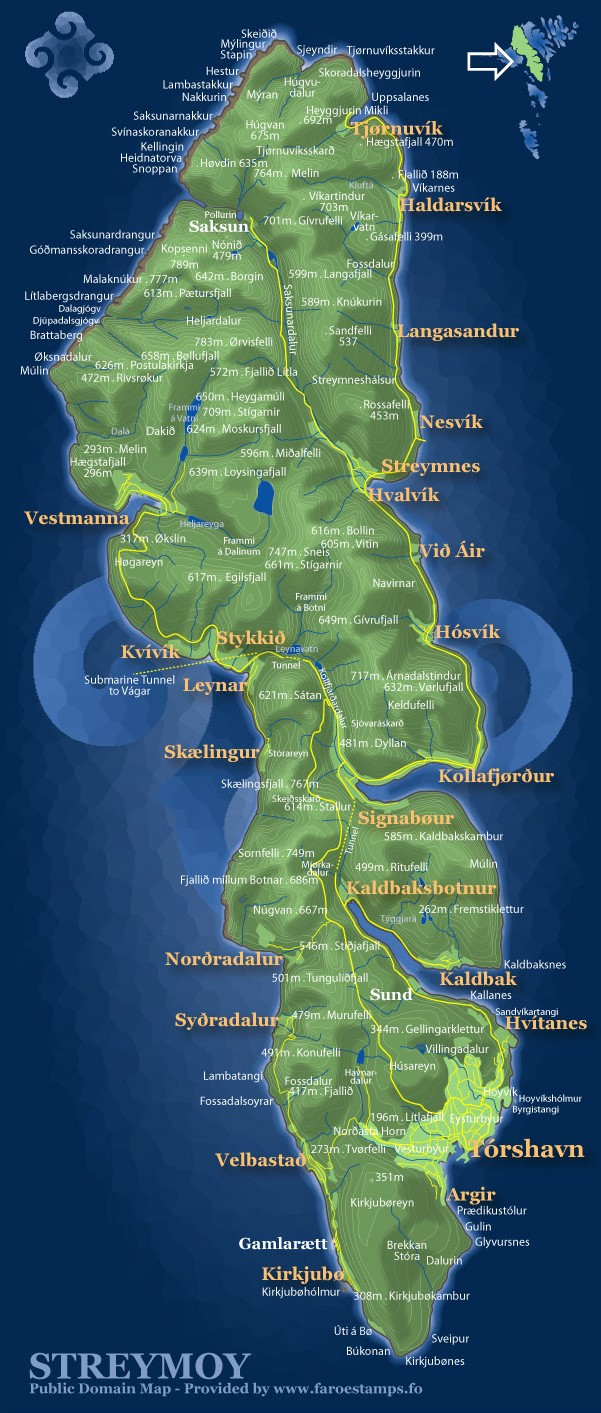
斯特勒姆岛地图

斯特勒姆岛呈长条形，大致走向为西北至东南，长度为47公里，宽度约10公里，面积为375.5平方公里。岛屿东南部有两个深水峡湾。岛上多山，尤其在西北部，最高山峰海拔为789米。西北部的海边有高达500米的悬崖。岛上有多个海滩为官方批准的猎捕鲸鱼的海滩。
如同群岛上的其它岛屿一样，本岛上也有很多短小的溪流和小湖。岛上的主要植被是草，不生长树木。一些村庄在村内外种植了一些树木。这些公园需要栏杆围护以防止羊群进入。
斯特勒姆岛与邻近的群岛第二大岛屿东岛被海峡隔开。岛屿的西边是沃格岛，南边是桑岛。此外还有三个小岛位于斯特勒姆岛南端附近：科尔特岛、海斯特岛和诺尔岛。这三个岛同属斯特勒姆岛区，在行政管理上属于托尔斯港市镇。

### 重点鸟区
此岛的东北海岸被国际鸟盟列为重点鸟区。

## 人口
岛上的人口数量为25,094人（2021年1月），占法罗群岛总人口的45%。大多数人居住在首府托尔斯港。